# Jorge Alessandri
Jorge Alessandri Rodríguez (ur. 19 maja 1896 w Santiago de Chile, zm. 31 sierpnia 1986 tamże) – chilijski polityk, minister finansów (1947-1950), prezydent kraju (1958-1964) i kandydat prawicy na urząd prezydenta w roku 1970 oraz senator, a także inżynier i przedsiębiorca przemysłu papierniczego. Syn Arturo Alessandriego Palmy (także prezydenta).